# Dublin Airport Authority
De Dublin Airport Authority of kortweg DAA is de exploitatie-maatschappij die eigenaar is van Dublin Airport en de luchthavens van Cork en Shannon.
In de State Airport Act van 2004 werd DAA aangewezen als de (nieuwe) exploitant van Dublin Airport als rechts-opvolger van Rianta.

## Het bedrijf
DAA werd na de wetswijziging van 2004 opgericht en is verantwoordelijk voor het beheer van Dublin Airport en Cork Airport. Buiten Ierland is het ook actief in 14 landen met name met verkoopactiviteiten op luchthavens die vallen onder de dochteronderneming Aer Rianta International (ARI). ARI is actief in 13 landen en telt circa 3500 medewerkers. Verder geeft DAA adviezen aan luchthavens via daa International. DAA is een staatsbedrijf.
In 2023 maakten 35 miljoen passagiers gebruik van de twee Ierse luchthavens, waarvan drie miljoen bij Cork Airport. De omzet in 2023 was € 1018 miljoen, de eerste keer in de geschiedenis van het bedrijf dat het boven de een miljard euro uitkwam. De nettowinst bedroeg € 176 miljoen.

## Conflicten
De DAA wordt met grote regelmaat aangevallen door Michael O'Leary, bestuursvoorzitter van Ryanair. Volgens O'Leary zijn de investeringen in Terminal 2 van Dublin Airport weggegooid geld.